# Квантитативни поремећаји свести
Квантитативни поремећаји свести представљају глобално умањење нивоа функционалности свести (или потпуни престанак те функције). Поред квантитативних издвајамо и квалитативне поремећаје свести. Зависно од степена умањења нивоа функционисања, квантитативне поремећаје свести разврставамо на следеће категорије::

#### Омамљеност
Омамљеност је најблажи облик квантитативно измењене свести. Субјекат не показује подједнако интересовање за збивања у околини, као што је то случај при јасној свести. Његово поље занимања за средину је евидентно сужено. Нпр. болесника више не занимају дарови, изрази пажње или новости које му доносе драге особе посећујући га. Иако су очуване спацијална и темпорална оријентација, пацијент готово да спонтано и не говори, на питања одговара безвољно и успорено, са задршком и без икакве заинтересованости за предмет разговора.

#### Сомноленција
Сомноленција је тежи степен поремећаја будности од омамљености. Особа изгледа као да спава. Површним дражима се лако буди и краће време остаје будна. Болесник делује поспано, инертно и апатично, оријентација је у грубим цртама очувана, али нема активне пажње. Опажање је непотпуно, схватање отежано, очни капци су затворени, лице опуштено, поспано. Сомолентна особа с напором одговара на постављена питања. Једноставне радње, као што је помицање делова тела, може успорено обављати, али одмах потом тоне у стање слично поспаности. Остале психичке функције су озбиљно потиснуте овим стањем. Лечење иде у смеру отклањања стања, које је првобитно довело до сомноленције.

#### Сопор
Сопор карактеришу значајна редукција функције свести. Краткотрајно (само на тренутак) "буђење" је могуће, али тек уз примену јаких дражи. Спациотемпорална оријентација не постоји, али аутопсихичка и алопсихичка евентуално може бити очувана. На питање одговара мимиком или гестовима, а ређе речима. Активност свих менталних функција је минимална. За цели период измењеног стања свести може постојати делимична или потпуна амнезија. Код сопорног болесника (као и код омамљеног и сомнолентног) властити мишићни рефлекси, реакција зенице на светлост, као и корнеални рефлекс су очувани. Могуће је повремено запазити појаву моторног немира. Болесник се после буђења у претходно стање враћа непосредно по престанку деловања дражи.

#### Прекома
Прекома се карактерише неодазивањем пацијента на гласан позив. На штипање или убод иглом овај реагује бесциљним, али у основи одбрамбеним, покретима удова или главе. Дубоки мишићни рефлекси су угашени, али је корнеални рефлекс очуван. У даљем току ово стање може да има тенденцију преласка у кому.

#### Кома
Кома је најтежи облик квантитативно поремећене свести. Кома је стање потпуног одсуства свести, а тиме и активности свих осталих психичких функција. Пацијент уопште не реагује на ноцицептивне (болне) дражи, не изазива се рефлекс зеница на светлост и акомодацију, угушени су и моторички, као и рефлекси гутања и кашља. Очувани су само аутоматски вегетативни процеси, попут дисања. Контакт са особом се не може успоставити. На изузетно болне дражи се може уочити рефлексно повлачење угроженог дела тела, али буђења нема. Иако је описана типична клиничка слика коме, иста може варирати зависно од узрока (етиологије). Тако, у случају интоксикација, најчешће таблетама за смирење или спавање, нема никаквих реакција болесника на подражаје из спољног света, сви су рефлекси угашени, недостају пирамидални знаци попут Бабинског (дражење стопала доводи до позитивног Бабинског знака, односно до тоничке дорзалне флексије палца, уз врло често истовремено лепезасто ширење осталих ножних прстију). Међутим кому изазвану укљештењем међумозга у отвору тенторијума (тумори, повреде, крварења, едам можданог ткива) прате угашени рефлекси зеница на светлост, повишени тетивни рефлекси, уз знакове пирамидалног (позитивни Бабински рефлекс). Поред тога, дисање је продубљено и неправилно, може због западања језика бити и кркљаво, а коматозна особа на додире или болне дражи реагује аутоматизмима испружања екстремитета. Електроенцефалограм (ЕЕГ) показује тешке дифузне промене, често без фокалних налаза. Булбарно укљештење даје сличну клиничку слику као при јаком акутном тровању средствима за спавање. Терминални стадијум коме, када се готово угасе све физиолошке функције организма, назива се карус. Ово је предворје и наговештај скоре смрти. У клиничкој пракси неуролози и неурохирурзи често су у стању да оцене ниво лезије коматозног болесника већ самим клиничким прегледом, а ово је још једноставније применом савремене неуро-имиџинг дијагностике (компјутеризована томографија и магнетна резонанца мозга). Такође за оцену квантитативне динамике промене стања свести користи се често и скала коме која се састоји од процене и бодовања отварања очију, моторичких реакција и говорних функција пацијената. Сматра се да болесници са осам и више бодова на овој скали нису примарно витално угрожени, што има велики прогностички значај, нарочито код траума и интоксикација, али и неких других стања у неурологији, неурохирургији и интерној медицини.

## Психопатологија свести-услови настанка
Поремећаја свести може настати услед биолошких и/или психолошких чиниоца.

### Биолошки-органски чиниоци настанка поремећаја свести

#### Хемијски условљена оштећења мозга (интоксикације)
- Ендогена интоксикација (тровање) је обично последица оштећења функције неког од унутрашњих органа (јетре или бубрега), чији је задатак неутралисање и одстрањиване токсичних продуката метаболизма из организма. Нагомилани ендотоксини доводе до (унутрашњег) тровања организма, укључујући и анатомску основу менталних збивања (мозак);
- Егзогене интоксикације представљају уношење отрова из спољне средине (гљиве, психоактивне супстанце и сл.).

#### Структурална оштећења мозга
Структурална оштећења мозга или можданих опни могу бити :тумори, епилепсија, запаљење мозга или можданих опни, поремећаји снабдевања мозга енергетским материјама или кисеоником због циркулацијских оштећења, физичке повреде мозга.

### Психолошки чиниоци настанка поремећаја свести
- Озбиљна душевна обољења (схизофренија пре свих);
- Функционални поремећаји засновани најчешће на поремећају емоција (страх, гнев, анксиозност, стање патолошког афекта.)[4]